# Ludwig Mehler
Ludwig Mehler (* 7. März 1816 in Tirschenreuth; † 10. April 1872 in Regensburg) war ein deutscher römisch-katholischer Geistlicher, Theologe und Gymnasiallehrer.

## Leben
Mehler war Sohn eines Zeugmachers. Er absolvierte das Amberger Gymnasium und anschließend das Studium der Philosophie und Theologie am hochschulische Lyzeum Regensburg. Am 22. Juli 1840 wurde er in Regensburg zum Priester geweiht. Anschließend war er kurzzeitig Pfarrvikar in Hirschau. Allerdings wurde er vom Bistum schnell zum Lehramt bestimmt. Noch kurzzeitig wirkte er als Präfekt am Regensburger Priesterseminar, bevor er 1841 eine Stelle als Gymnasiallehrer am Regensburger Gymnasium erhielt.
Mehler wurde am 3. November 1859 zum Kanonikus am Kollegiatstift St. Johann in Regensburg ernannt. 1866 bekam er zudem das Amt des königlich bayerischen Kreisscholarchen übertragen. 1868 wählten ihn die Kanoniker seines Stifts zum Dechanten. Beide Ämter übte er bis zu seinem Tod aus. Am 24. Dezember 1871 wurde er schließlich durch Bischof Ignatius von Senestrey zum Geistlichen Rat ernannt. 
Mehler war von 1848 bis 1850 Herausgeber der Wochenschrift Ambrosius, Wochenschrift für katholische Prediger, Katecheten und Religionslehrer. Anschließend gab er von 1851 bis zu seinem Tod die Monatsschrift Der Prediger und Katechet heraus. Er war Mitglied des Historischen Vereins für Oberpfalz und Regensburg.
Die Stadt Tirschenreuth, über die er Geschichte und Topographie der Stadt und Pfarrei Tirschenreuth veröffentlichte, brachte 1872 zu seinen Ehren eine Gedenktafel am Rathaus der Stadt an.

## Werke (Auswahl)
- Blüthen der Vorzeit, oder Aussprüche, Sentenzen und Gleichnisse aus den heiligen Vätern und andern berühmten Lehrern der Kirche zur christkatholischen Dogmatik und Moral in alphabetischer Ordnung: ein Handlexikon für Prediger und Katecheten, 3. Auflage, Manz, Regensburg 1853.
- Geschichte und Topographie der Stadt und Pfarrei Tirschenreuth. Nach Akten, Urkunden und andern Quellen bearbeitet, Reitmayr, Regensburg 1864.
- Beispiele zur gesammten christkatholischen Lehre oder der ganze katholische Katechismus, erläutert durch kurze Erklärungen und anziehende Beispiele aus dem Leben, aus der heiligen Schrift und der Legende, durch Erzählungen, Parabeln und Gleichnisse, sowie durch passende Schrift- und Väterstellen, 6 Bände, 6. Auflage, Manz, Regensburg 1871:
  - Das erste Hauptstück: „Vom christlichen Glauben“;
  - Das zweite Hauptstück: „Von der christlichen Hoffnung und dem Gebete“;
  - Das dritte Hauptstück: „Von der christlichen Liebe und den Geboten“, und zwar von den Geboten Gottes auf der ersten Gesetzestafel;
  - Das dritte Hauptstück: „Von der christlichen Liebe und den Geboten“, und zwar von den Geboten Gottes auf der zweiten Gesetzestafel und von den Geboten der Kirche;
  - Die Lehre: „Von den heiligen Sakramenten“;
  - Die Lehre: „Von der christlichen Gerechtigkeit“: nebst einem Anhange über „die vier letzten Dinge“.
- Die Feier des heiligen Jahres oder faßliche und deutliche Erklärung des katholischen Kirchenjahres und seiner Festzeiten, sowie der hiebei vorkommenden kirchlichen Ceremonien und Gebräuche in Wort und Bild: Ein Hausbuch für katholische Familien, Manz, Regensburg 1872.
- Faßliche und deutliche Erklärung des katholischen Kirchenjahres und seiner Festzeiten, sowie der hiebei vorkommenden kirchlichen Ceremonien und Gebräuche, Manz, Regensburg 1872.